# 1985 CA2
1985 CA2 är en asteroid i huvudbältet som upptäcktes den 12 februari 1985 av den belgiske astronomen Henri Debehogne vid La Silla-observatoriet.
Asteroiden har en diameter på ungefär 5 kilometer och den tillhör asteroidgruppen Flora.